# Hombres de Metal
Los Hombres de Metal (en inglés, Metal Men) son una serie de personajes ficticios que fueron creados y publicados para la editorial DC Comics. Estos personajes aparecieron por primera vez en las páginas de Showcase #37" (marzo-abril de 1962), creados por el escritor Robert Kanigher y el dibujante Ross Andru. Debutaron durante la plena edad de plata de los cómics, estos personajes han aparecido con su propia serie de historietas y otros productos de DC Comics, generalmente relativos a series animadas de televisión, ropa, figuritas y cromos.

## Historia sobre su publicación

### 1960-1970: Edad de plata y bronce
Construidos como avanzados robots con inteligencia artificial, los Hombres de Metal aparecieron por primera vez en las páginas de la revista de historietas Showcase #37 como relleno de un arco argumental llamado "De último minuto". Creados por el científico Dr. William "Will" Magnus, seis robots que tenían como líder a Unidad Oro, y junto a él estarían sus hermanos, la Unidad Hierro (el más fuerte), el tonto, torpe y leal compañero, Unidad Plomo, el impetuoso Unidad Mercurio, el inseguro y dubitativo Unidad Estaño y la Unidad Platino (también llamada "Tina"), la chica robot del grupo, ella creía que ella era una mujer de verdad y estaba enamorada de su creador. Las personalidades del grupo reflejaban a los nombres homónimos de varios elementos metálicos, siendo controlados por unos dispositivos llamados los "responsometros". Cada Hombre Metal también poseía varias habilidades que reflejaban los respectivos rasgos de cada metal del cual obtuvieron su respectivo nombre y cualidad principal: Oro podría estirarse de una forma casi infinita, Hierro se volvían súper fuerte y ultraresistente. Plomo podría bloquear radiación nociva al convertirse en escudos gruesos, Mercurio pasar de estado sólido a estado líquido y poder pasar a través de pequeños espacios antes de reformarse, mientras que platino y estaño se podrían estirar, aplanar o girar en filamentos finos.
Los personajes reaparecieron en los siguientes tres arcos argumentativos de Showcase #38 al #40 (junio a septiembre de 1962), por lo que resultó lo suficientemente popular como para justificar una nueva reaparición con su propia serie regular. La primera serie en solitario apareció en mayo de 1963, dicho título tuvo una publicación bimensual con sus propias historias originales hasta ser cancelado en Metal Men #41 (diciembre de 1969). Una segunda robot femenina (creado por Tin) apareció en el #13 (abril-mayo de 1965), y más tarde (en el #15, agosto-septiembre de 1965) aunque fue bautizada como "Sin Nombre específico", y su última aparición fue en la edición #32. El tono de la serie cambió en la edición # 33 (septiembre de 1968) y poco después el equipo adoptó identidades humanas desde la edición #37 (mayo de 1969) y finalmente el título fue cancelado, hasta la edición # 41 (diciembre de 1969).
Antes de su cancelación se había planificado los números  #42,# 43 y #44 (para marzo, mayo y julio de 1973) que se convirtieron en una reimpresión anterior con las apariencias originales como en la primera edición, y el título regresó luego de un breve período de inactividad hasta regresar con la numeración original desde la edición #45 (mayo de 1976). La programación como publicación bimensual continuó hasta la edición #56 (marzo de 1978), hasta que el título y muchas otras series fueron canceladas producto del evento conocido como la Implosión DC.
Los hombres del metal seguirían sus aventuras al coprotagonizar aventuras junto a otros héroes de DC, como Atom, Metamorpho y el mismísimo Batman en las páginas de The Brave and the Bold Vol. 1 #55 (septiembre de 1964), #66 (julio de 1966), #74 (noviembre de 1967), #103 (noviembre de 1972), #113 (julio de 1974), #121 (septiembre de 1975), #135-136 (julio-septiembre 1977) y #187 (junio de 1982). Esta tendencia también se repitió con Superman en DC Comics Presents #4 (diciembre de 1978) y #70 (junio de 1984), y una aparición en Showcase Vol.1 #100 (mayo de 1978).

### 1990 - 2000: Edad Moderna
El equipo volvería con su propio título bajo una serie limitada Metal Men Vol.2 #1-4 (octubre de 1993-enero de 1994), convirtiéndose en un retcon para el origen de los mismos personajes. En este origen, un accidente de laboratorio transfiere los intelectos y personalidades del doctor Magnus, la de su hermano Mike, su novia Sharon, los trabajadores del laboratorio Redmond Wilde, Randy Pressman, Thomas Tinkham y un hombre que llegó al laboratorio entregando pizzas llamado Jack, en donde fueron transferidos a las mentes de unos robots denominados (oro, platino, mercurio, hierrom estaño y plomo, respectivamente). Durante una batalla, Oro es asesinado y el doctor Magnus es herido de muerte, por lo que se ve obligado a trasladar su personalidad en un robot conocido como Veridium. Entonces, el Doc. Magnus se convierte en el líder de los Hombres de Metal. Plomo más tarde hace una breve aparición como trabajador de un bar de superhéroes, y se daña temporalmente mientras protegía a unos civiles.

#### Crisis Infinitay52
Los Hombres de Metal luego reaparecerían en Crisis Infinita #1-7 (diciembre de 2005-junio de 2006), VIllanos Unidos #1-6 (julio - diciembre de 2005), luchando contra los Cyborgs OMACS y actuando como parte de equipo de una fuerza de superhéroes creado para proteger la ciudad de Metrópolis de las manos de la Sociedad Secreta de Super-Villanos. Varios de los Hombres de Metal aparecerían en las páginas de Liga de la Justicia de América Vol.2 #1 (agosto de 2006), una versión revisada sobre sus orígenes después de ser presentados tras su serie limitada, donde fueron presentados como un engaño hecho por el doctor Magnus en las páginas de 52 #22 (octubre de 2006).

#### Otras apariciones
Todo el grupo volvería a aparecer en las páginas de la serie de historietas de Superman/Batman Vol. 1 #34-36 (mayo, julio-agosto de 2007), donde fueron reconstruidos y mejorados, también debuta un nuevo miembro femenino, la sarcástica Unidad Cobre. Lucius Fox, el empleado de confianza de Bruce Wayne los emplea como garantía de WayneTech, los Hombres de Metal caen temporalmente bajo la influencia de Brainiac. El grupo protagonizó otra serie limitada del mismo nombre del equipo, duró 8 números (Metal Men Vol. 3 #1-8 (octubre de 2007 a junio de 2008). David Magnus, otro hermano de Will y Mike Magnus intenta evitaría evitar un futuro catastrófico al intentar impedir la creación del grupo, y utiliza un dispositivo robado del villano T. O. Morrow para cambiar a los Hombres de Metal en unas versiones malvadas, basadas en versiones radiactivas de otros metales, llamándolos Los Hombres de Metal de la Muerte (Uranio (Sería conocido como Hierro), Estroncio (Mercurio), Torio (Platino), Radio (Oro), Litio (cobre), el polonio (Plomo), y Fermio (Tin, más conocido como Estaño)). El doctor Magnus, sin embargo, fue capaz de revertir el proceso y con la ayuda de los Hombres de Metal y la ayuda del robot alienígena L-Ron, derrotan a su hermano.
Los Hombres de Metal también aparecieron en una historia independiente en la publicación semanal Wednesday Comics #1-11 (2009), y coprotagonizando siete primeros números con la Doom Patrol Vol.5 (octubre de 2009 - abril de 2010). Esta serie fue posteriormente reeditada en las páginas de DC Comics Presents: Metal Men #100 Página Spectacular (2011).
Los Hombres de Metal aparecerían después en Liga de la Justicia: Generación Perdida #10-11 (noviembre-diciembre de 2010). capturados por el villano Maxwell Lord los Hombres de Metal fueron reprogramados y creen ser seres humanos que viven en un mundo mágico de fantasía. A instancias de Maxwell, los Hombres de Metal bajo control mental atacan a los miembros de la nueva Liga de la Justicia Internacional (como monstruos pensantes), y se funden en un solo ser denominado Aleación, como lo currido en el universo alternativo de la serie limitada Kingdom Come #1-4 (5 de agosto de 1996), pero finalmente son derrotados.

### Década de 2010:Los Nuevos 52
El reinicio de las publicaciones y del Universo DC (trajo consigo el evento denominado Los Nuevos 52), Esta versión, trajo de nuevo a los Hombres de Metal, donde una vez más el origen del equipo eran creados por el doctor Magnus pero posteriormente desaparecerían. El héroe Cyborg localiza al doctor Magnus y se entera de que el científico tuvo idea de su creación como un proyecto militar al crearlos como un equipo de rescate en el que podría entrar en ambientes tóxicos. Aunque tuvo éxito, Magnus aprendió que el ejército tenía la intención de utilizar a los Hombres de Metal como armas asesinas, él y su grupo huyen refugiándose en su hogar. Cuando la criatura supervillana denominada Chemo es creada (a causa de un prototipo de un responsometro creado por Magnus para luego ser derramado en un recipiente de productos químicos por parte de un ladrón), los Metal Men lucharon contra Chemo para proteger al doctor Will Magnus y a la población local, al mismo tiempo que tendrían éxito al destruirle.

## Otras versiones
- Los personajes de los Hombres de Metal aparecieron en una forma combinada llamada Aleaciónen el elseworld Kingdom Come #1-4 (mayo-agosto de 1996)[36] y en un posible futuro en las páginas de Superman: Man of Steel 1'000.000 (noviembre de 1998).[37]

- Tangent Comics: Metal Men #1 (diciembre de 1997)[38] cuenta con una versión secreta y encubierta del grupo llamado los "Hombres de Metal", integrados por seis agentes humanos.

- Los Hombres de Metal de "Tierra-44" (versiones robóticas de la Liga de la Justicia y liderados por el "Doc Tornado" una versión humana del androide Red Tornado y mezcla del Doctor Will Magnus) aparecen en la serie limitada Crisis Final #1-7 (julio de 2008-marzo de 2009).[39]

## Apariciones en otros medios

### Televisión
- Los Hombres de Metal y su creador Will Magnus aparecieron en tres episodios de la serie animada Batman: The Brave and the Bold: en el corto introductorio "El Super-Batman de Planeta X",  y los episodios completos de "La Batalla de los Hombres de Metal", y en la segunda parte del episodio doble "La Invasión de Starro!".
- Los Hombres de Metal aparecen en con sus propios cortometrajes animados del bloque de animación DC Nation, con las unidades Oro, Plomo, Platino, Estaño, Hierro y Mercurio.
- Los Hombres de Metal aparecen en DC Super Hero Girls, en la película Juegos Intergalácticos, con Lead con la voz de Khary Payton, Iron con la voz de Greg Cipes y Platinum con la voz de Grey DeLisle.

### Cine
- Formato de cine casero: Los hombres del metal hacen un cameo en la película animada Justice League: The New Frontier.

- Barry Sonnenfeld estuvo en conversaciones con Warner Bros. para hacer una versión cinematográfica de acción en vivo de los Hombres de Metal, unos años después, DC Entertainment confirmó inicialmente que formaría parte de su universo cinematográfico de Superhéroes de DC Comics, (inicialmente como rumor) pero finalmente fue confirmada que fue descartada como película.[40][41]

### Otros
Una colección de mercancía, con la inscripción de una placa de coleccionista inscrita con la firma de Alex Ross, un conjunto de figuras de PVC del equipo que data de 2008 en la colección HeroClix "Crisis" y de la colección de la línea DC Universe Classics (incluye a las Unidades Hierro, Oro y Mercurio), junto con el resto del equipo (Plomo, y un paquete con dos versiones de Platino y Estaño) que saldría más tarde como parte de la serie de la firma DC Universe a través MattyCollector.Com.
En la película animada "Liga de la Justicia: Dioses y Monstruos" de 2015, la cual es una continuidad alterna a las series del universo animado DC, muestra al Dr. William Magnus como un amigo de Kirk Langstrom, quien debido a una enfermedad que tenía, decide ayudarlo combinando su investigación en nanotecnología con la de Langstrom en murciélagos para ayudarlo, pero se convierte en vampiro y posteriormente en Batman. Tras muchos intentos de tratar de curarlo, en un ataque de estrés mata accidentalmente a su esposa, y decide hacer uso de sus robots para inculpar a la liga y poder combinar las mentes de todos en la tierra. Platino es la única de los Hombres de Metal que aparece de manera abierta haciéndose pasar por la esposa de Magnus y teniendo un combate contra la Mujer Maravilla.

## Ediciones recopilatorias
- Archivos recopilatorios de los Metal Men Vol. 1: Showcase #37-40, "Hombres de Metal" 1-5, 244 páginas, ISBN 1-4012-0774-X
- Showcase Presenta: Metal Men Vol. 1: Showcase #37-40, Brave and the Bold #55, "Hombres de Metal" #1-16, 528 páginas, ISBN 1-4012-1559-9
- Showcase Presenta: Metal Men Vol. 2: Showcase #37-40, Brave and the Bold #66, "Hombres de Metal" #16-36, 528 páginas, ISBN 1-4012-1976-4
- Hombres de Metal: # 1-8, 200 páginas, ISBN 1-4012-2212-9